# Diocesi di Lolland-Falster
La diocesi di Lolland-Falster (in danese: Lolland-Falsters Stift) è una diocesi della chiesa di Danimarca. Il vescovo titolare è Marianne Gaarden.

## Territorio
La diocesi si compone delle isole di Lolland e Falster, nonché un certo numero di isole minori nella parte sud-orientale della Danimarca. La sede vescovile è presso la cattedrale di Nostra Signora, a Maribo, in Selandia, Danimarca. Il vescovo risiede a Nykøbing Falster.

## Storia
La diocesi è stata disgiunta dalla diocesi di Fionia nel 1803 ed è la più piccola delle 10 diocesi all'interno della chiesa di stato danese.

## Vescovi di Lolland-Falster
- 1803 – 1805: Andreas Birch
- 1805 – 1831: Peter Outzen Boisen
- 1831 – 1842: Rasmus Møller
- 1843 – 1845: Gerhard Peter Brammer
- 1845 – 1848: Peter Christian Stenersen Gad
- 1849 – 1854: Ditlev Gothard Monrad (1° periodo)
- 1854 – 1856: Jørgen Hjort Lautrup
- 1856 – 1871: Severin Claudius Wilken Bindesbøll
- 1871 – 1887: Ditlev Gothard Monrad (2° periodo)
- 1887 – 1899: Hans Valdemar Sthyr
- 1899 – 1903: Henrik Christian von Leuenbach
- 1903 – 1907: Hans Sophus Sørensen
- 1907 – 1923: Caspar Wegener
- 1923 – 1942: Johan John Aschlund Ammundsen
- 1942 – 1950: Niels Munk Plum
- 1950 – 1964: Halfdan Høgsbro
- 1964 – 1969: Haldor Hald
- 1969 – 1996: Thorkild E. Græsholt
- 1996 – 2005: Holger Jepsen
- 2005 – 2017: Steen Skovsgaard
- 2017 -     : Marianne Gaarden